# Fédération des travailleurs de la région espagnole
 (juillet 2018).

Sceau de la Fédération des travailleurs de la région espagnole de l'AIT.

La Fédération des travailleurs de la région espagnole (Federación de trabajadores de la región española) est une organisation fondée à Barcelone en 1881 principalement sur l'initiative Josep Llunas i Pujals, Rafael Farga i Pellicer et Antoni Pellicer, après la dissolution de la Fédération régionale espagnole, section espagnole de l'Association internationale des travailleurs. 
La fédération était partagée en deux tendances politiques : les collectivistes bakouninistes et les communistes libertaires kropotkiniens.
En 1882-1883, le gouvernement espagnol utilisa des actions criminelles attribuées à La Mano Negra pour réprimer l'organisation.